# Vladimir Bigorra
Vladimir David Bigorra López (1954. augusztus 9. – ) chilei válogatott labdarúgó.

## Pályafutása

### Klubcsapatban
1972 és 1983 között az Universidad Chile csapatában játszott. 1984 és 1990 között a Cobresal játékosa volt.

### A válogatottban
1974 és 1987 között 21 alkalommal szerepelt a chilei válogatottban és 1 gólt szerzett. Részt vett az 1982-es világbajnokságon, ahol a chileiek összes mérkőzésén kezdőként lépett pályára.